# Doc Kane
Louis „Doc“ Kane ist ein US-amerikanischer Tontechniker.

## Leben
Kane ist ein für Disney Digital Studio Services tätiger Tontechniker, der an weit über 300 Spielfilmen beteiligt war; insbesondere an Disney-Trickfilmen und computeranimierten Pixar-Filmen. Er begann seine Karriere Anfang der 1980er Jahre mit dem Zeichentrickfilm Mrs. Brisby und das Geheimnis von NIMH. 1992 war er für Die Schöne und das Biest erstmals für den Oscar in der Kategorie Bester Ton nominiert. Im darauffolgenden Jahr war er für Aladdin ein zweites Mal oscarnominiert. Im Jahr 1995 erfolgte die Nominierung für den BAFTA Film Award in der Kategorie Bester Ton für Der König der Löwen. Bei der Oscarverleihung 2005 war er in der Kategorie Bester Tonschnitt für Die Unglaublichen nominiert; seine vierte und bislang letzte Oscar-Nominierung erfolgte 2008 für Ratatouille.

## Filmografie (Auswahl)
- 1982: Mrs. Brisby und das Geheimnis von NIMH (The Secret of NIMH)
- 1991: Die Schöne und das Biest (Beauty and the Beast)
- 1992: Aladdin
- 1994: Der König der Löwen (The Lion King)
- 1995: Pocahontas
- 1996: Der Glöckner von Notre Dame (The Hunchback of Notre Dame)
- 1998: Mulan
- 2000: Ein Königreich für ein Lama (The Emperor’s New Groove)
- 2001: Die Monster AG (Monsters, Inc.)
- 2003: Findet Nemo (Finding Nemo)
- 2004: Die Unglaublichen (The Incredibles)
- 2006: Cars
- 2007: Ratatouille
- 2008: Bolt – Ein Hund für alle Fälle (Bolt)
- 2009: Oben (Up)
- 2010: Rapunzel – Neu verföhnt (Tangled)
- 2013: Die Eiskönigin – Völlig unverfroren (Frozen)
- 2013: Die Monster Uni (Monsters University)
- 2014: Baymax – Riesiges Robowabohu (Big Hero 6)
- 2016: Findet Dorie (Finding Dory)
- 2021: WandaVision (Fernsehserie)

## Auszeichnungen (Auswahl)
- 1992: Oscar-Nominierung in der Kategorie Bester Ton für Die Schöne und das Biest
- 1993: Oscar-Nominierung in der Kategorie Bester Ton für Aladdin
- 1995: BAFTA-Film-Award-Nominierung in der Kategorie Bester Ton für Der König der Löwen
- 2008: Oscar-Nominierung in der Kategorie Bester Tonschnitt für Die Unglaublichen
- 2008: Oscar-Nominierung in der Kategorie Bester Tonschnitt für Ratatouille